# Adrien Ferrandon
Ne doit pas être confondu avec Max Férandon.
Adrien (Charles) Ferrandon, né le 25 juin 1917 à Besançon (Doubs) et mort au combat le 7 septembre 1944 dans la même ville, est un manœuvre et résistant français.
Engagé au sein des FFI et auprès des troupes américaines lors de la Libération de Besançon, il est tué lors d'un accrochage avec l'ennemi à Fontaine-Écu,,. Il est enterré au carré militaire de Saint-Claude,, obtient des obsèques nationales à l’Institution Saint-Joseph le 11 septembre 1944,, est reconnu mort pour la France, le 4 juillet 1945, alors que son nom figure sur la stèle commémorative 1939-1945 place de la Liberté,, au livre d'or des habitants morts pour la France, et à Notre-Dame de la Libération,.